# Olcay Şahan
Olcay Şahan (pronunciación turca: [oɫdʒaj ʃahan], Düsseldorf, Alemania, 26 de mayo de 1987) es un exfutbolista y entrenador turco que jugaba como centrocampista. Desde enero de 2025 está sin equipo tras dirigir al Altınordu F. K.

## Trayectoria

### Alemania
Comenzó en el fútbol en la infraestructura del Bayer 04 Leverkusen y Fortuna Düsseldorf. En 2004 Borussia cambió a la infraestructura de Mönchengladbach. En 2005 comenzó a jugar Oberliga Nordrhein la cuarta liga de Alemania con el segundo equipo del Mönchengladbach. El 27 de noviembre de 2005 debutó ante el Junkersdorf 1946 y marcó su primer gol en ese partido. El jugador marcó 3 goles en 9 partidos en su primera temporada, ganó el campeonato de liga.
Aunque tuvo la chance de formarse en 32 partidos en la tercera liga del período, fue relegado. La siguiente temporada volvió a actuar con éxito. Volvió a ser campeón de Liga donde marcó 12 goles. Sin embargo no pudo encontrar la oportunidad de formarse en el equipo A.
En la temporada 2008-09, pasó a uno de los equipos de la 2. Bundesliga al incorporarse al MSV Duisburgo durante un año. En la quinta semana de la temporada debutó ante el Alemannia Aquisgrán. Se amplió el contrato del futbolista cuya actuación fue admirada.
Aumentando el número de partidos disputados en la temporada 2009-10, el jugador se mostró en la temporada 2010-11.
Fue uno de los tres jugadores que jugó en los 34 partidos. Se convirtió en uno de los máximos goleadores del equipo con 7 goles. El torneo donde se mostró fue la Copa de Alemania. El segundo equipo de la liga llegó a la final,  jugó en todos los partidos e hizo una asistencia en las semifinales. Sin embargo, perdieron 5-0 ante el Schalke 04 en la final y no pudieron ganar el trofeo.
En la temporada 2011-12, fue transferido al 1. FC Kaiserslautern y alcanzó el nivel de la Bundesliga por primera vez. Jugó su primer partido oficial por la Copa de Alemania contra el Dinamo de Berlín el 30 de julio de 2011 y dio una asistencia.
El 6 de agosto de 2011, disputó su primer partido de la Bundesliga contra el Werder Bremen, el partido de la primera semana y jugó durante 90 minutos. El 11 de diciembre de 2011, marcó su primer gol contra el Borussia Dortmund y se convirtió en un jugador fundamental para el club. Durante la temporada 2011-2012 jugó 27 partidos de la Bundesliga y anotó 1 gol.

### Turquía
Durante mucho tiempo, su nombre se llamó al Galatasaray y luego al Bursaspor. Pero el 20 de junio de 2012 fue transferido al Beşiktaş. En el comunicado enviado a la Bolsa de Valores de Estambul por el club Beşiktaş con respecto a la transferencia decía:
| " | Se acuerda con el futbolista Olcay Şahan desde hace 4 años. El jugador recibirá una tasa de garantía anual de 1 000 000 de euros. | „ |
|   | |   |

Fue dicho, el jugador debutó con el club el 20 de julio de 2012 contra el Manchester City. En el primer partido de la temporada de la Superliga 2012-13 el 19 de agosto de 2012, Samet Aybaba fue asignado entre los once primeros contra el Istanbul Büyükşehir Belediyespor. Anotó su primer gol en la carrera del Beşiktaş contra el Gaziantepspor el 22 de septiembre de 2012, a pesar de poner a su equipo por delante 1-0 con este gol, este terminó perdiendo el partido por 3-2. El 3 de marzo de 2013, llevó al el Fenerbahçe al marcador del partido a 3-2 con su gol de último minuto contra el Beşiktaş y ganó el último derbi disputado en el İnönü Stadium. Se destacó con su juego de goleador en su primera temporada en dicho club, fue uno de los jugadores importantes que llevaron el peso de los goles para su equipo.
Olcay ganó el título de máximo goleador con 11 goles en la temporada anterior y se convirtió en el primer jugador nacional en alcanzar este título después de Gökhan Güleç (que marcó 7 goles en la temporada 2005-2006). Hizo el primer gol de su equipo contra el Trabzonspor en la primera semana de la temporada 2013-2014 y asistió al segundo gol. Tuvo un comienzo de temporada efectivo. Sin embargo, el jugador no encontró otros goles en las primeras 8 semanas de la liga y después de la octava semana hasta el final de la primera mitad, volvió a asumir la identidad de goleador al marcar 5 goles en 9 partidos. Mientras marcaba el primer gol de su equipo contra el Konyaspor en el partido de la 12.ª semana. Ha marcado su cuarto gol para esta temporada y ha sido uno de los jugadores que desbloqueó las defensas rivales en nombre del Beşiktaş, como el primer gol de su equipo de todos los goles anteriores. Otro rasgo destacable de Olcay durante la primera temporada de la liga fue su continuidad durante la temporada y media en Beşiktaş. Si bien su equipo pasaba por momentos difíciles de vez en cuando debido a jugadores suspendidos y lesionados, él participó en todos los partidos sin ningún problema de penalización o lesión y se convirtió en el jugador más estable de su equipo. Olcay, quien se destacó con su juego de goleador de período y se convirtió en el segundo máximo goleador de su equipo con 8 goles, también continuó jugando en todos los partidos de su equipo y se convirtió en el jugador más estable de su equipo en este campo.
El 12 de enero de 2017 se incorporó al Trabzonspor.

## Selección nacional
Olcay nació en Alemania de padres de ascendencia turca y jugó para la selección sub-17 de Alemania, antes de cambiarse a la federación turca. Su gran actuación durante la temporada 2012-2013 fue suficiente para inspirar al director de la selección de Turquía, Abdullah Avci. El 22 de marzo de 2013 jugó su primer partido internacional contra la selección de Andorra. Después de ser el nuevo entrenador de la selección de Turquía, Fatih Terim también lo llamó durante los partidos de clasificación del Grupo D de la Copa del Mundo de 2014. También formó parte de la selección de Turquía que disputó la Eurocopa 2016.

### Goles internacionales
Tabla de puntuaciones y resultados. El recuento de goles de Turquía primero:
| #  | Fecha                   | Lugar de eventos                  | Adversario | Puntaje | Resultado | Competencia |
| -- | ----------------------- | --------------------------------- | ---------- | ------- | --------- | ----------- |
| 1. | 28 de mayo de 2013      | MSV-Arena, Duisburg, Alemania     | Letonia    | 1 –0    | 3–3       | Amistoso    |
| 3. | 3 de septiembre de 2014 | Odense Stadion, Odense, Dinamarca | Dinamarca  | 1 -1    | 2-1       |             |

## Clubes

### Como jugador
| Club                        | País     | Año       |
| --------------------------- | -------- | --------- |
| Borussia Mönchengladbach II | Alemania | 2005-2008 |
| M. S. V. Duisburgo          | Alemania | 2008-2011 |
| 1. F. C. Kaiserslautern     | Alemania | 2011-2012 |
| Beşiktaş J. K.              | Turquía  | 2012-2017 |
| Trabzonspor                 | Turquía  | 2017-2019 |
| Denizlispor                 | Turquía  | 2019-2020 |
| Yeni Malatyaspor            | Turquía  | 2020-2021 |
| Afjet Afyonspor             | Turquía  | 2022-2023 |
| Ankaraspor                  | Turquía  | 2023-2024 |

### Como entrenador
| Club            | País    | Año       |
| --------------- | ------- | --------- |
| Ankaraspor      | Turquía | 2024      |
| Altınordu F. K. | Turquía | 2024-2025 |

## Palmarés

### Títulos nacionales
| Título               | Club           | País    | Año     |
| -------------------- | -------------- | ------- | ------- |
| Superliga de Turquía | Beşiktaş J. K. | Turquía | 2015-16 |

### Distinciones individuales
| Distinción                                                                                              | Año     |
| --- | ------- |
| Jugador que más partidos jugó en la Copa de Europa en una temporada con el Beşiktaş J. K. (14 partidos) | 2014-15 |